# Quatre poèmes, op. 8 (Roussel)
Pour les articles homonymes, voir Quatre Poèmes.
Quatre poèmes, op. 8, est le second recueil de mélodies pour chant et piano d'Albert Roussel, composé en 1907 sur des poèmes d'Henri de Régnier.

## Présentation

### Textes
Les textes des quatre mélodies sont d'Henri de Régnier : Roussel avait déjà puisé dans sa poésie la matière des Quatre poèmes, op. 3 et mettra en musique La Menace, op. 9 pour chant et orchestre.
Les poèmes sont extraits de plusieurs recueils publiés au Mercure de France : Les Médailles d'argile (1900) pour la première mélodie, La Sandale ailée (1906) pour la deuxième, et Les Jeux rustiques et divins (1897) pour les deux dernières.

### Mélodies
Albert Roussel compose ses Quatre poèmes de février à juillet 1907 :
1. « Adieux » — Modéré, à quatre temps () — dédié à M. Paul Poujaud ;
2. « Invocation » — Assez lent ( = 104) à 
 — dédié à Mme Jane Bathori ;
3. « Nuit d'Automne » — Lent et sonore, à quatre temps () — dédié à M. Émile Engel[note 1] ;
4. « Odelette » — Modérément animé, à 
 — dédié à Mme Octave Maus.

La partition est publiée par Rouart-Lerolle en 1908.

## Création
Les Quatre poèmes sont créés par Jane Bathori, accompagnée par le compositeur au piano, lors d'un concert de la Société nationale de musique, le 11 janvier 1908,, salle Érard.

## Analyse
Les mélodies portent le numéro d'opus 8 et, dans le catalogue des œuvres du compositeur établi par la musicologue Nicole Labelle, le numéro L 9.
Guy Sacre ne considère pas les Quatre poèmes, op. 3 et op. 8, comme des cycles de mélodies mais « des recueils, à peine unis par la poésie de Régnier. À peine, car il n'est pas de poète plus versatile, dans le fond comme dans la forme ». Comme le recueil précédent, « ce cahier s'ouvre sur un poème du départ et de la séparation ».

### Adieux
Les Adieux du poème sont ceux « des amants d'une heure, du marin au soir d'un grand départ, ceux à la vie au seuil de la mort », « dont le feutre régulier des triolets de croches n'apaise en rien le désespoir ».
Gilles Cantagrel souligne dans cette mélodie « la prosodie de caractère debussyste, dans le trouble d'une mesure toujours différente de celle du piano ».

### Invocation
L'Invocation est celle « à la nuit et au silence, et à la beauté de l'aimée seule capable de les animer ». 
Dans cette deuxième mélodie du cahier, les « fausses strophes [...] sont accompagnées d'accords extatiques légèrement mouvants, et la ritournelle qui les sépare soutient, variée, la dernière strophe ».

### Nuit d'automne
Le troisième pièce, Nuit d'automne, est selon Cantagrel « le pendant du Jardin mouillé, paysage doré d'un soir tiède dont s'éteint la lumière ».
La mélodie s'écoule sur un « doux mouvement rythmique et [de] délicates modulations sous une sorte de mélopée debussyste ».

### Odelette
Pour Guy Sacre, plus que Nuit d'automne, c'est la dernière mélodie, Odelette, qui est « le pendant du Jardin mouillé de l'op. 3 ».
Gilles Cantagrel considère que c'est « l'une des plus lyriques mélodies de Roussel ». Musicalement, les incertitudes du cœur sont figurées par de brusques modulations et une « rythmique constamment hésitante (syncopes, triolets, trois-pour-deux) ». 
La durée moyenne d'exécution de l'ensemble du cahier est de quinze minutes environ.

## Discographie
- Albert Roussel : les mélodies (intégrale) — Marie Devellereau (soprano), Yann Beuron (ténor), Laurent Naouri (baryton), Billy Eidi (piano), Timpani 2C2064 (2001)
- Albert Roussel Edition (CD 8) — Colette Alliot-Lugaz (soprano), Mady Mesplé (soprano), José van Dam (baryton basse), Dalton Baldwin (piano), Erato 0190295489168 (2019)[11]

### Ouvrages généraux
- Gilles Cantagrel, « Albert Roussel », dans Brigitte François-Sappey et Gilles Cantagrel (dir.), Guide de la mélodie et du lied, Paris, Fayard, coll. « Les Indispensables de la musique », 1994, 916 p. (ISBN 2-213-59210-1), p. 571-577.

### Monographies
- Caroline Bouju, « Catalogue des œuvres », dans École normale de musique de Paris, Jean Austin (dir.), Albert Roussel, Paris, Actes Sud, 1987, 125 p. (ISBN 2-86943-102-3), p. 46–95.
- Nicole Labelle, Catalogue raisonné de l'œuvre d'Albert Roussel, Louvain-la-Neuve, Département d'archéologie et d'histoire de l'art, Collège Érasme, coll. « Publications d'histoire de l'art et d'archéologie de l'Université catholique de Louvain » (no 78), 1992, 159 p..
- Damien Top, Albert Roussel : Un marin musicien, Biarritz, Séguier, coll. « Carré Musique », 2000, 170 p. (ISBN 2-84049-194-X).
- Damien Top, Albert Roussel, Paris, Bleu nuit éditeur, coll. « Horizons » (no 53), 2016, 176 p. (ISBN 978-2-35884-062-0).